# 파브리치오 로마노
파브리치오 로마노(이탈리아어: Fabrizio Romano, 1993년 2월 21일 ~ )는 이탈리아의 축구 기자이다. 그는 스카이 스포츠 이탈리아에서 일했으며, 세계적으로 유명한 이적시장 전문가 중 한 명으로 여겨진다.

## 경력
파브리치오 로마노는 18세 때 바르셀로나에 있는 이탈리아인 에이전트로부터 당시 FC 바르셀로나 선수인 마우로 이카르디에 관한 내부 정보를 받은 후 축구 기자 경력을 시작했다.
19세의 나이에 스카이 스포츠 이탈리아에 합류한 이후, 그는 유럽 전역의 클럽, 에이전트, 중개인들과 접촉하고 관계를 맺었다. 로마노는 또한 가디언, CBS 스포츠, 컷오프사이드의 기자로도 일하고 있다. 그는 밀라노에 본거지를 두고 있다.
로마노는 거래 완료가 됐을 때 "Here we go!"라는 슬로건을 사용하는 것으로 유명하다. 90분에 따르면, 그는 스포츠에서 "가장 신뢰받는" 이적시장 전문가들 중 한 명이다. 그의 명성과 소셜 미디어 팔로잉 때문에, 축구 클럽들은 그에게 영입 공식 발표 비디오에 참여하도록 요청한다.

## 사생활
로마노는 1993년 2월 21일 나폴리에서 태어났다. 밀라노에 있는 사크로 쿠오레 가톨릭 대학교를 졸업하였으며
잉글랜드 축구 클럽 왓퍼드의 서포터이다. 그는 여러 개의 언어를 사용한다. 영어, 스페인어, 이탈리아어, 포르투갈어를 구사할 수 있다.